# Takamatsu
Takamatsu (高松市?, Takamatsu-shi, lett. "città del pino alto") è una città del Giappone, capoluogo della prefettura di Kagawa.
È la sede del concorso internazionale di pianoforte, vinto alla sua prima edizione nel 2006 da Pavel Gintov, e del festival di arte contemporanea Triennale di Setouchi.

## Letteratura
Takamatsu è l'ambientazione principale del romanzo Kafka sulla spiaggia di Haruki Murakami.